# Achaearanea maraca
Achaearanea maraca är en spindelart som beskrevs av Buckup och Marques 1991. Achaearanea maraca ingår i släktet Achaearanea och familjen klotspindlar. Inga underarter finns listade i Catalogue of Life.